# Georges-Henri Soutou
Pour le village, voir Soutou.
Pour le diplomate, voir Jean-Marie Soutou.
Georges-Henri Soutou est un historien contemporanéiste français né le 14 août 1943 à Genève.
Il est membre de l'Institut de France.

## Biographie

### Jeunesse et études
Il est le fils de Jean-Marie Soutou, diplomate, qui fut notamment directeur des affaires d’Europe au ministère des Affaires étrangères (1961-62), ambassadeur de France en Algérie (1971-1975) et secrétaire général au ministère des Affaires étrangères, et, par sa mère, une « Espagnole républicaine », petite-fille du président du gouvernement espagnol Antonio Maura, le neveu de Jorge Semprún.
Il fait le choix d'étudier l'histoire à la Sorbonne et travaille sur le domaine allemand avec Jacques Droz, puis rédige une thèse complémentaire sous la direction de Jean-Baptiste Duroselle consacrée au maintien du blocus infligé à l'Allemagne après l'armistice de la Première Guerre mondiale.

### Parcours professionnel
Georges-Henri Soutou enseigne à la Sorbonne (université Paris IV) à partir de 1988, et à l'Institut d'études politiques de Paris à partir de 2005.
Ses domaines de recherche sont relatifs aux relations internationales au XXe siècle, en particulier sur la Première Guerre mondiale et les relations Est-Ouest après 1945. Son ouvrage L'Or et le sang – Les buts de guerre économiques de la Première Guerre mondiale est « considéré comme l'un des meilleurs ouvrages d'élucidation des origines de la Première Guerre mondiale ».
Membre de l'Académie des sciences morales et politiques et de l'Academia Europaea, il est directeur de  la fondation Thiers, président de l'Institut de stratégie comparée depuis 2012 et président du Comité d'organisation de l'association des internationalistes, ainsi que membre du club Le Siècle.

## Publications
- La grande rupture : 1989-2024 - De la chute du mur à la guerre d'Ukraine, Paris, Éditions Tallandier, 2024, 368 p. (ISBN 9791021056077)
- Après l'invasion de l'Ukraine : l'Europe dans l'interrègne (ouvrage collectif), Paris, Gallimard / Le Monde, 2022.
- Europa !: Les projets européens de l'Allemagne nazie et de l'Italie fasciste, Paris, Tallandier, 2021[5].
- L'action extérieure de la France : entre ambition et réalisme [sous la dir. de], Paris, PUF, 2020.
- La Guerre froide de la France 1941-1990, Paris, Tallandier, 2018[6].
- La grande illusion : Quand la France perdait la paix 1914-1920, Paris, Tallandier, 2015.
- Entre la vieille Europe et la seule France : Charles Maurras, la politique extérieure et la défense nationale  [sous la dir. de], Paris, Economica, 2009.
- L'Europe de 1815 à nos jours, Paris, PUF, coll. « Nouvelle Clio », 2007.
- La Guerre de cinquante ans, Paris, Fayard, 2001.
- L'Alliance incertaine : Les rapports politico-stratégiques franco-allemands (1954-1996), Paris, Fayard, 1996[7],[8].
- L'Or et le sang : Les buts de guerre économiques de la Première Guerre mondiale, Paris, Fayard, 1989[9].

## Articles
- « La condamnation de l'Action française et les relations entre le Vatican et le gouvernement français », Études maurrassiennes, Aix-en-Provence, vol. 5, no 2,‎ 1986, p. 445-468

## Décorations
- Chevalier de la Légion d'honneur.
- Officier de l'ordre national du Mérite.
- Commandeur de l'ordre des Palmes académiques (2024)[10]
- Croix de chevalier de l'ordre du Mérite de la République fédérale d'Allemagne.